# دونیی واکوف
دونیی واکوف (به لاتین: Donji Vakuf) یک منطقهٔ مسکونی در بوسنی و هرزگوین است که در استان بوسنی مرکزی واقع شده‌است. دونیی واکوف ۳۲۰ کیلومتر مربع مساحت و ۲۴٬۲۳۲ نفر جمعیت دارد.